# セドレン
セドレン（英: Cedrene）は、シダーウッドの精油に含まれるセスキテルペンである。(−)-α-セドレンと(+)-β-セドレンの、二重結合の位置の異なる二つの異性体がある。精油のまま、ウッディ調の調合香料に用いられる。